# Nacka
Nacka je grad i prigradska općina Stockholma.

## Zemljopis
Nacka se nalazi istočno od Stockholma prema Baltičkom moru.

## Gradovi prijatelji
- Keila, Estonija
- Gliwice, Poljska
- Jelgava, Latvija

## Vanjske poveznice
- Internet stranica grada

### Ostali projekti
|  | Zajednički poslužitelj ima još gradiva o temi Nacka |